# Geelroze vezeltruffel
De geelroze vezeltruffel (Rhizopogon roseolus) is een schimmel behorend tot de familie Rhizopogonaceae. Hij is een ectomycorrhizasymbiont van dennen (Pinus). Hij komt voor op lemige en venige zandgrond. Vruchtlichamen groeien in het strooisel. Het produceert vruchtlichamen van juli tot oktober. 

## Kenmerken
De vruchtlichamen zijn ongeveer bolvormig tot langwerpig, vaak peervormig. De diameter is maximaal drie centimeter in droge exemplaren. Hun kleur is aanvankelijk wit, maar wordt al snel roze tot roodbruin, soms ook subtiel violetroze. Aan hun basis bevinden zich wortelachtige strengen mycelium. Ze geven een zwakke geur af. Er zijn talloze fijne elastische fibrillen of aders, die niet prominent aanwezig zijn en dezelfde kleur hebben als het peridium of donkerder. Deze is 240 tot 400 µm dik en enkellaags. De gleba is aanvankelijk wit en wordt geelachtig als hij droogt. De holtes binnenin zijn labyrintisch, leeg of gevuld met sporen waar ze klein zijn. Ze worden gevormd door hyaliene, vertakte hyfen. De basidia zijn knotsvormig en hyaliene en meten 12-13 × 9-10 µm. De sterigmata zijn zo lang als de sporen, die uniek gekleurd zijn, sommige okerbruin, glad en ellipsvormig van vorm; ze meten 7-16 × 3-5 µm.

## Verspreiding
Rhizopogon roseolus wordt beschouwd als een kosmopoliet. Hij groeit in Europa onder zwarte dennen (Pinus nigra) op kalkrijke grond. In Midden-Europa vormt het vruchtlichamen van augustus tot november. Hij komt zeer zeldzaam voor in Nederland. Hij staat op de rode lijst in de categorie 'Kwetsbaar'.

## Toepassingen
Er zijn technieken voor commerciële teelt in dennenplantages van deze schimmel ontwikkeld. Deze zijn met succesvolle resultaten toegepast in Japan en Nieuw-Zeeland. In de land- en tuinbouw wordt de schimmel gebruikt als bodementstof. Het wordt beschouwd als een delicatesse in Japan, waar het bekend staat als shōro. Onrijpe vruchtlichamen die van binnen nog zuiver wit zijn, worden als de beste beschouwd, en ze worden gewoonlijk komeshōro (米松露/コメショウロ) genoemd. Na grondig wassen met een verdunde zoutoplossing om vuil te verwijderen, wordt het over het algemeen gebruikt als groente voor soep, gegrild met zout en als ingrediënt in chawanmushi.